# حالة متماسكة معتصرة
الحالة المتماسكة المعتصرة هي كل حالة ضمن فضاء هيلبرت التابع لميكانيكا الكم والتي تحقق مبدأ الارتياب بأدنى قيمة لجداء الارتيابات أي:
{\displaystyle \Delta x\Delta p={\frac {\hbar }{2}}}